# 北海道炭礦汽船真谷地炭鉱専用鉄道
北海道炭礦汽船真谷地炭鉱専用鉄道（ほっかいどうたんこうきせんまやちたんこうせんようてつどう）は、北海道空知支庁管内夕張市の北海道旅客鉄道（JR北海道）石勝線沼ノ沢駅から、東方の真谷地炭鉱までの4.4kmを結んでいた北海道炭礦汽船の専用鉄道で、同炭鉱の閉山に伴い1987年（昭和62年）10月13日に廃止された。一時期「沼ノ沢」「真栄町」（6区）「清真台」（5区）「真谷地」の乗降場が設置され、便乗扱いで客車が運行された時期もあり、「勘合証」と呼ばれる乗車券が発行された。
石炭輸送は1966年（昭和41年）まで日本国有鉄道（国鉄）の蒸気機関車が乗り入れ、8100形は客車牽引、入換に使用された。その後4110形、9600形などが石炭輸送に従事した。
東映の映画『新幹線大爆破』では、国鉄の協力が得られなかったため、9600形蒸気機関車は旧夕張鉄道（北炭化成専用線）と当鉄道のものを使用、この専用鉄道線で貨物5790列車の走行シーンを撮影した。

## 歴史
- 1913年（大正2年）
  - 10月13日 : 沼ノ沢 - 真谷地間4.4km専用鉄道免許[3]。
  - 12月15日 : 沼ノ沢 - 真谷地間4.4km専用鉄道開通[1][2]。
- 1915年（大正4年）12月14日 : 便乗扱いで客車運行開始。真栄町（6区）駅、清真台（5区）駅新設。
- 1932年（昭和7年）5月 : 客車連結を廃止。旅客は夕張自動車会社に転換。
- 1936年（昭和11年） : 燃料統制によりバス運休、客車連結を再開。
- 1966年（昭和41年）9月3日 : 国鉄の運転管理終了。旅客取り扱い廃止。真栄町（6区）駅、清真台（5区）駅廃止。
- 1977年（昭和52年）3月1日 : 夕張運送に運行管理委託[3]
- 1987年（昭和62年）10月13日 : 真谷地炭鉱の閉山に伴い、専用鉄道廃止。

## 駅一覧
沼ノ沢 - 真栄町（6区） - 清真台（5区） - 真谷地
- 国鉄駅舎の反対側に沼ノ沢連絡所があり、専用鉄道の乗降場となっていた。

## 車両

### 機関車
- 5 - 1900年、米ボールドウィン製車軸配置0-6-0(C)形タンク機関車。1940年1月、北海道炭礦汽船継立専用鉄道から転入（旧日本製鋼所 9 ← 鉄道院 1181）。1951年4月廃車。
- 5051 - 1897年、米ボールドウィン製車軸配置2-6-0(1C)形テンダー機関車。1950年、国鉄から譲受。旧番 8118。1966年、北星炭礦美流渡礦業所に譲渡。
- 5052 - 1897年、米ボールドウィン製車軸配置2-6-0(1C)形テンダー機関車。1951年、国鉄から譲受。旧番 8106。1966年廃車。
- 5055 - 1919年、三菱重工業製車軸配置0-10-0(E)形過熱式タンク機関車。1965年11月、三菱鉱業美唄鉄道 3（国鉄4110形同形機）を譲受。1971年5月廃車。
- 5056 - 1917年、川崎造船所製車軸配置0-10-0(E)形過熱式タンク機関車。1966年、三菱鉱業美唄鉄道 4142（旧鉄道省）を譲受。1969年廃車。
  - 5055・5056は牽引力不足のため追分機関区の9600形を借り入れることもしばしばあり、また先輪がないためレールを痛めることから夕張鉄道 24を譲り受けることになったという[5]。
- 24 - 1914年、川崎造船所製車軸配置2-8-0(1D)形過熱式テンダー機関車。1969年5月、夕張鉄道 24を譲受。旧国鉄9645。1977年廃車後、深川市で保存。
- 22 - 1915年、川崎造船所製車軸配置2-8-0(1D)形過熱式テンダー機関車。1971年6月、夕張鉄道 22を譲受。旧国鉄9682。1975年廃車。

- 01 - 1974年、日立製作所製45トン級ディーゼル機関車。北海道炭礦汽船新鉱専用鉄道から転入。
- DD1002 - 1969年、日立製作所製56トン級ディーゼル機関車。1975年4月、夕張鉄道から譲受。

### 客車
- コハフ1 - 1941年夕張鉄道コハ1を譲受。1960年に車体改造。
- ホハ1 - 1952年国鉄ホハ2210（1899年新橋工場製）を譲受。1956年に車体改造。